# Låtar II: Swedish Folk Tunes
Låtar II: Swedish Folk Tunes är Johan Hedins och Gunnar Idenstams andra studioalbum tillsammans, utgivet på Caprice Records 2010.

## Låtlista
1. "Diptyque I" - 3:41 (Trad, Arr. Gunnar Idenstam)
2. "Halling IV" - 3:54 (Gunnar Idenstam)
3. "Serra" - 3:17 (Trad, Arr. Gunnar Idenstam)
4. "Pigopolskan" - 3:50 (Trad, Arr. Gunnar Idenstam)
5. "Gangar" - 4:36 (Johan Hedin)
6. "Kertis polska" - 3:31 (Gunnar Idenstam)
7. "Spel-Jocke" - 4:06 (Trad, Arr. Gunnar Idenstam)
8. "Procession II" - 5:34 (Gunnar Idenstam)
9. "Sarabande" - 2:17 (Trad, Arr. Gunnar Idenstam)
10. "Armnöpolskan" - 3:38 (Gunnar Idenstam)
11. "Inner Peace" - 5:08 (Trad, Arr. Gunnar Idenstam)
12. "Polska Poem" - 5:27 (Johan Hedin)
13. "Diptyque II" - 3:26 (Trad, Arr. Gunnar Idenstam)
14. "Spring Song" - 5:35 (Johan Hedin)

## Medverkande
- Gunnar Idenstam — orgel
- Johan Hedin — nyckelharpa